# Bio-Cancer
Bio-Cancer ist eine griechische Thrash-Metal-Band aus Athen, die im Jahr 2010 gegründet wurde.

## Geschichte
Die Band wurde gegen Ende des Jahres 2010 gegründet. Nach einigen Besetzungswechseln, der Aufnahme einer EP und den ersten kleinen Auftritten, erschien im Jahr 2012 das Debütalbum Ear Piercing Thrash über Athens Thrash Attack Records. Danach arbeitete die Band an weiteren Liedern. Außerdem folgten weitere Auftritte, darunter auch zusammen mit Onslaught, Sodom und Rotting Christ. Das Album Tormenting the Innocent erschien am 23. Februar 2015 via Candlelight Records.

## Stil
Die Band spielt klassischen, schnell gespielten Thrash Metal. Besonders charakteristisch ist dabei der aggressive Gesang.

## Diskografie
- 2010: Ear Piercing Thrash (EP, Eigenveröffentlichung)
- 2011: Endless Violence (Split mit Destructive, Coffinfeeder Distro)
- 2012: Ear Piercing Thrash (Album, Athens Thrash Attack Records)
- 2015: Tormenting the Innocent (Album, Athens Thrash Attack Records)